# Sedrig Verwoert
Sedrig Verwoert (Paramaribo, 20 oktober 1991) is een Surinaams-Nederlands danser.
Op driejarige leeftijd kwam hij met zijn moeder naar Nederland. Op negenjarig leeftijd begon hij met dansen en hij doorliep zeven en een half jaar de Dansacademie Lucia Marthas voor hij aangenomen werd om jazz- en musicaldans te gaan studeren aan de Amsterdamse Hogeschool voor de Kunsten. Hij deed mee aan de televisieprogramma's So You Think You Can Dance (seizoen 4) en The Ultimate Dance Battle en speelde in verschillende theaterproducties. Daarnaast geeft hij dansles.
Op 2 juni 2013 won hij de titel beste jonge danser van Nederland 2013 en mocht deelnemen aan het Eurovision Young Dancers 2013. Op 14 juni vond de wedstrijd plaats in het Poolse Gdansk. Verwoert won de titel Young Dancer of the Year 2013 door in de finale met unanieme stemmen de Duitser Felix Berning achter zich te laten. Hij danste de compositie The 5th Element (choreografie Verwoert & Marco Gerris).
Eind 2019 mocht Verwoert ook meewerken aan “Black Is King”. Deze film werd geproduceerd door Beyoncé. Hierin kreeg Verwoert de taak om een van de vele choreografen te zijn voor de film. De film werd uiteindelijk globaal uitgebracht op Disney+, op 31 juli 2020.